# Nípsa
Nípsa (em grego: Νίψας; romaniz.: Nípsa) é uma vila grega da unidade regional de Evros, no município de Alexandrópolis, na unidade municipal de Trajanópolis, na comunidade de Doricó. Segundo censo de 2011, têm 375 habitantes. Situada a 180 metros acima do nível do mar, próximo a ela estão as vilas de Péfca e Etochóri e alguns achados que remontam a Idade do Ferro (1050–650 a.C.). Dentre as descobertas arqueológicas realizadas estão monumentos megalíticos e uma cidadela murada sobre uma colina, dentro da qual detectou-se um túmulo de pedra na porção noroeste, bem como cerâmicos datáveis dos séculos IX-VIII a.C.. Dada sua posição, esta cidadela controlou os caminhos internos provenientes do Ródope.
Provavelmente a região era habitada pela tribo trácia dos cicones, conhecidos através da obra de Homero e Heródoto. Na posição conhecida como Dremos, a oeste de Nípsa, foram encontrados símbolos solares, um altar de três níveis, uma pedra sacrificial e muitos cavidades entalhadas com formações estelares, enquanto em torno da área da vila são avistáveis inúmeras formas geométricas e antropomórficas esculpidas em pedras. Em vista da localização desses vestígios arqueológicos dentro duma área arborizada, os estudiosos associam essa zona com a floresta sagrada na qual, segundo Homero, habitava o oráculo Maronas dos cicones.